# Entomological Review
Entomological Review – rosyjskie, anglojęzyczne, recenzowane czasopismo naukowe publikujące w dziedzinie entomologii.
Czasopismo to wydawane jest przez Pleiades Publishing i dystrybuowane przez Springer Verlag. Publikuje tłumaczenia artykułów z rosyjskojęczycznego czasopisma Entomołogiczeskoje obozrienije (ros. Энтомологическое обозрение), wydawanego przez Russkoje entomołogiczeskoje obszczestwo przy Rosyjskiej Akademii Nauk. Publikacje dotyczą systematyki, faunistyki, zoogeografii, biologii ewolucyjnej, ekologii, morfologii, fizjologii oraz biologicznego i chemicznego zwalczania owadów, pająków i roztoczy.
W 2017 roku jego wskaźnik cytowań wynosił według Scimago Journal & Country Rank 0,192, co dawało mu 119. miejsce wśród czasopism poświęconych naukom o owadach.